# فيض (اسم)
فيض هو اسم علم مذكر من أصل عربي، ومعناه هو مصدر الفعل فاض بمعنى كثر وزاد الكثير الجود العطاء الزائد الجود النهر.

## شخصيات تحمل الاسم
- فيض الله قيقلك (سياسي تركي، 15 مارس 1949 – )

## وصلات خارجية
- موسوعة السلطان قابوس لأسماء العرب نسخة محفوظة 5 أبريل 2019 على موقع واي باك مشين.